# MTV Europe Music Award za celosvětový počin
Seznam výherců a nominovaných MTV Europe Music Awards v kategorii Celosvětový počin.

## 2011 - 2019
| Rok  | Vítěz    | Nominovaní                                            |
| ---- | -------- | ----------------------------------------------------- |
| 2011 | Big Bang | - Abdelfattah Grini - Lena - Restart - Britney Spears |